# Azra
Azra is een voormalige rockband uit Zagreb, Kroatië. De band was populair in Joegoslavië rond 1980.

## Geschiedenis
Azra werd in 1979 opgericht door zanger Branimir Štulić, ook wel Johnny of Dzoni genoemd. De andere twee leden waren Mišo Hrnjak en Boris Leiner. De naam Azra is ontleend aan het zinnetje "Ja se zovem El Muhamed/Iz plemena starih Azra" ("Mijn naam is El Muhamed. Uit oud Azra") uit 'Kraj tanahna šadrvana', een vertaling van het liedje 'Der Asra' van Heinrich Heine. Azra is waarschijnlijk een van de bands die de 'new wave' populair maakte in Joegoslavië.
Hun eerste single kwam in 1979 uit met liedjes als 'Balkan' en 'A šta da radim'. Hun eerste album heette 'Azra' en kwam in 1980 uit. Met dit album werd Azra bekend in Joegoslavië. Azra nam zijn laatste album, Izmedju krajnosti, op in 1987. In 1988 bracht de band een album uit bestaande uit vier langspeelplaten met liveopnamen. Het album heette Zadovoljština, dat 'voldoening' betekent. Hierna verbrak Branimir 'Johnny' Štulić de band.
Štulić woont tegenwoordig in Nederland, in Houten. Hij heeft nog vijf soloalbums opgenomen.

## Discografie
Singles:
1. Balkan/A šta da radim-1979
2. Lijepe žene prolaze kroz grad/Poziv na ples/Suzy F.-1980
3. Đoni, budi dobar/Teško vrijeme-1982(Live)
4. E pa što/Sloboda/Gluperde lutaju daleko-1982
5. Nemir i strast/Doviđenja na vlaškom drumu-1983

Albums:
1. Azra-1980

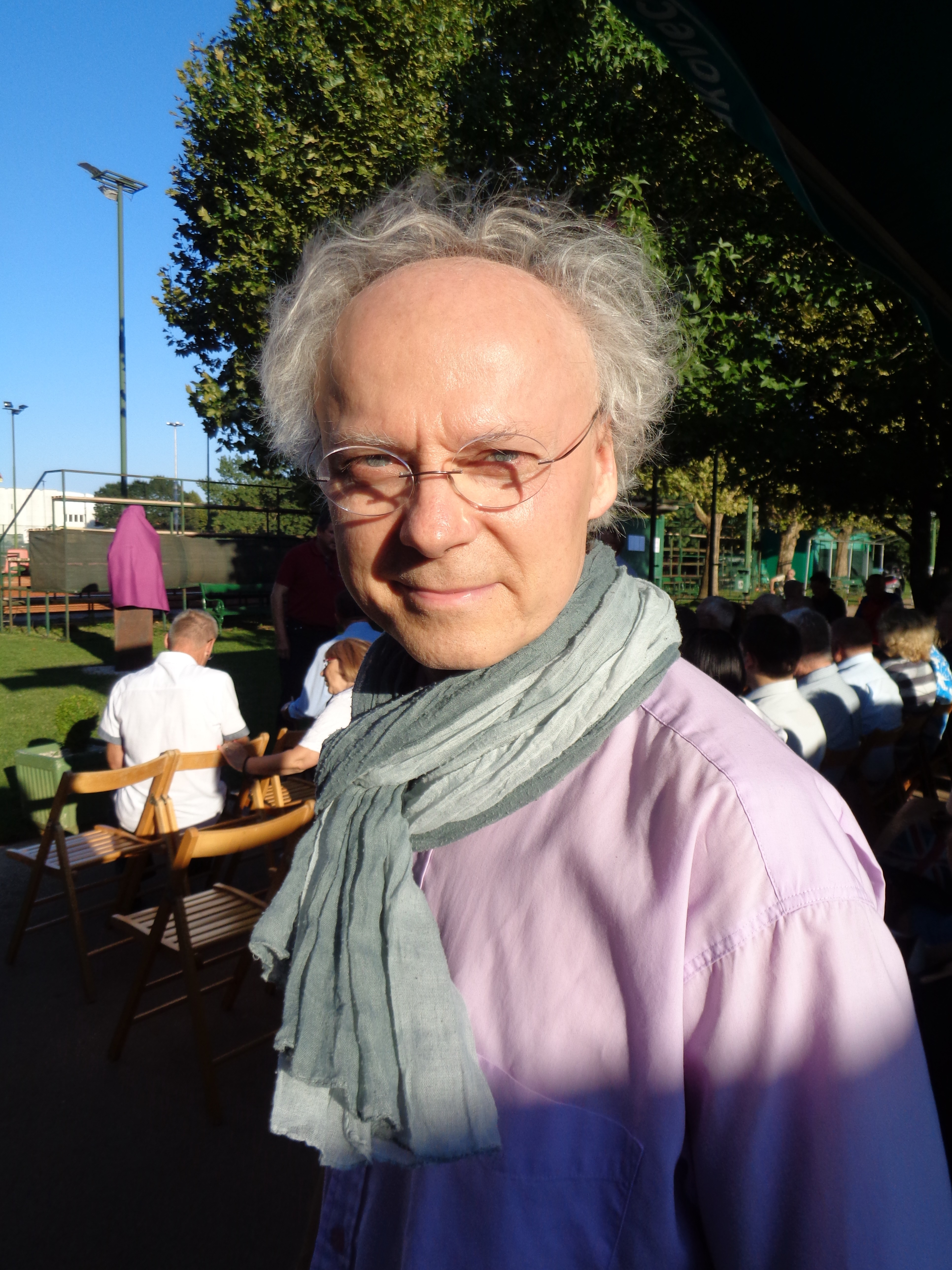
Boris Leiner (2016.)

2. Sunčana strana ulice-1981(Dubbel album)
3. Ravno do dna-1982(Live)
4. Filigranski pločnici-1982
5. Singl ploče 1979. - 1982-1982(Verzameling Singles)
6. Kad fazani lete-1983
7. Krivo srastanje-1983
8. It ain't like in the movies at all-1986
9. Kao i jučer - Singl ploče 1983 - 1986-1987
10. Između krajnosti-1987
11. Zadovoljština-1988(Live)

Branimir Štulić Solo:
1. Balkanska rapsodija-1989(Dubbel album)
2. Balegari ne vjeruju sreći-1990
3. Sevdah za Paulu Horvat-1995
4. Anali-1995(Dubbel Album)
5. Blase-1997

Branimir Štulić heeft solo nog twee albums bij het label Jugoton opgenomen en daarna twee bij Komuna en zijn laatste album bij Hi Fi Centar.